# Divergente evolutie

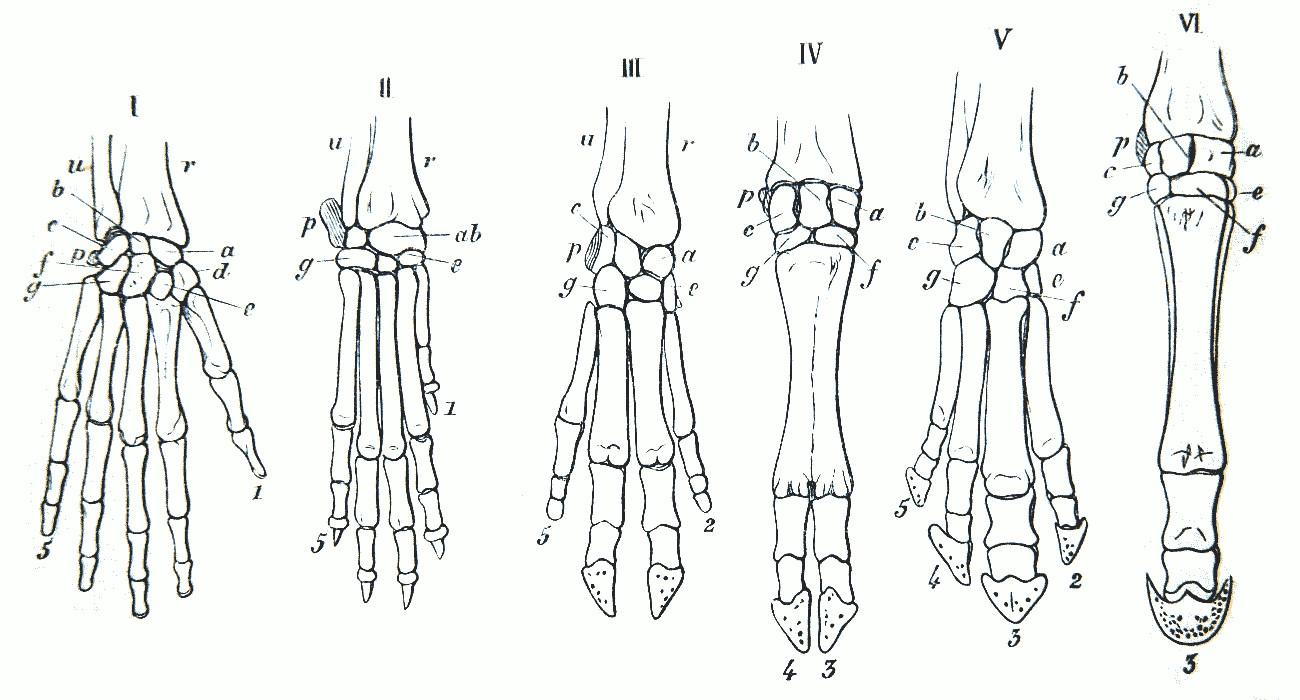
Homologie door divergente evolutie bij botten van de hand bij verschillende zoogdieren. I Mens, II Hond, III Varken, IV Koe, V Tapir, VI Paard

Divergente evolutie, parallelle evolutie en convergente evolutie

Divergente evolutie is de evolutie van verschillen in een taxonomische groep die tot soortvorming leidt.
Dit kan tot gevolg hebben dat een mechanisme verschillende functies krijgt bij de diverse soorten. Deze homologie maakt dat organen bij verschillende dieren een overeenkomend bouwplan hebben, wat een indicatie is van een gemeenschappelijke voorouder.
Daarmee onderscheidt het zich van convergente evolutie, waar juist een gelijke functie ontstaat bij niet-verwante groepen. Dit kan optreden in gescheiden ecosystemen waar de groepen een vergelijkbare selectiedruk ondervinden.